# 3 Pułk Piechoty (Imperium Rosyjskie)
3 Narwski Pułk Piechoty Generała Feldmarszałka Księcia Michaiła Golicyna (ros. 3-й пехотный Нарвский генерал-фельдмаршала князя Михаила Голицына полк) – pułk piechoty okresu Imperium Rosyjskiego

## Charakterystyka
Sformowany 6 grudnia 1703.  Nosił nazwy: Narwski pp (1811–1833), Narwski pułk jegrówr (1833–1855), pjegr gen. adiutanta ks. Woroncowa (1855–1856), Narwski pp gen. adiutanta ks. Woroncowa (1856).
Stacjonował między innymi w m. Smoleńsk.

 W przededniu I wojny światowej pułk etatowo posiadał cztery bataliony po cztery kompanie oraz kompanię tyłową. Kompania piechoty czasu wojny liczyła około 240 żołnierzy i 4–5 oficerów. Na szczeblu pułku występował także pododdział karabinów maszynowych (8 km), łączności (w tym 14 konnych gońców i 21 telefonistów) i zwiadowczy (64 zwiadowców, w tym 4 kolarzy). W sumie pułk liczył około 4000 żołnierzy.

W  lipcu 1914, na bazie zalążków wydzielonych z pułku, w ramach 2 fali mobilizacyjnej, sformowany został rezerwowy 223 Odojewski pułk piechoty.

3 pułk piechoty rozformowany został w 1918. 
Patronem pułku był Michał Michajłowicz Golicyn (1647–1730).

## Podporządkowanie
Lipiec 1914:
- 13 Korpus Armijny – Smoleńsk
  - 1 Dywizja Piechoty – Smoleńsk
    - 2 Brygada Piechoty – Smoleńsk
      - 3 Narwski pułk piechoty – Smoleńsk